# François Ignace Ervoil d’Oyré
Pierre François Ignace Ervoil d’Oyré (* 27. Mai 1739 in Sedan, Frankreich; † 5. Juli 1799 bzw. 17. Messidor VII in Warcq, Frankreich) war ein französischer General, der sich im Ersten Koalitionskrieg hervortat, insbesondere bei der Belagerung von Mainz durch preußische und österreichische Truppen.

## Biografie
Oyre war der Sohn eines Ingenieurs, der bereits in Sachsen und Flandern gedient hatte. Insgesamt hat die Familie eine Militärtradition seit dem Jahr 1300. Ihm wurde der Titel eines Lieutenant-général verliehen und zum Direktor der Befestigungen der Verteidigungsanlagen an der Maas bestimmt. Anschließend wurde er zum Lieutenant du corps der Artillerie und im Mai 1756 zum Ingénieur du génie (Pioniertruppe) befördert.

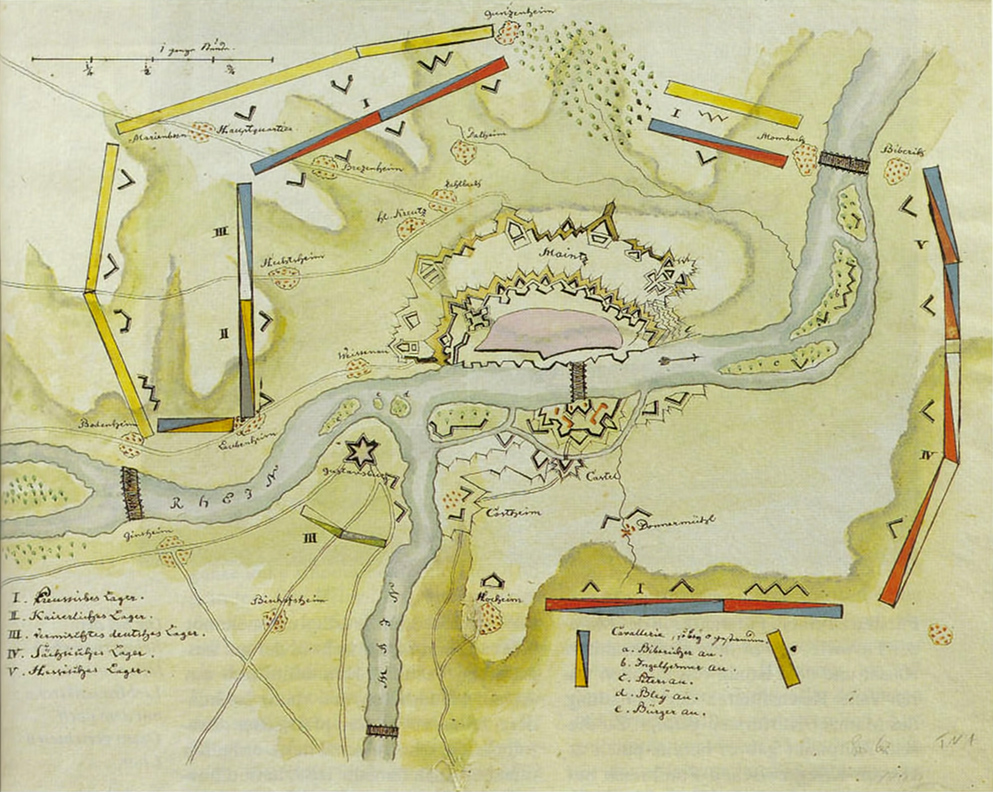
Die Belagerung von Mainz 1793

Am 1. Januar 1759 wurde er zu einer Mission nach Österreich entsandt. Von Oktober 1763 bis September 1765 diente er als Capitaine. Seine weitere Verwendung war seit dem 1. März 1780 in Amerika, wofür er eine Art Pension zugesprochen bekam. Mit 31 wurde er am 1. April 1791 Lieutenant-colonel am 8. Februar 1792 dann Colonel und endlich am 9. Oktober 1792 Maréchal de camp.
Seit dem 9. November 1792 wurde er in Mainz verwendet. Nach der Belagerung und Kapitulation, verblieb er als Geisel als Garantie für die korrekte Ausführung der Artikel der Kapitulationsvereinbarungen. Während dieser Zeit wurde er des Verrats angeklagt, ungefähr einen Monat später jedoch aufgrund der Verteidigung durch Merlin de Thionville entschuldigt. Am 23. Dezember 1794 kehrte er nach Frankreich zurück und setzte sich am 31. März 1796 zur Ruhe.
Von François Ignace Ervoil d’Oyré existiert ein Porträt, das von Jean-Baptiste Greuze angefertigt wurde.